# Paneuropäischer Verkehrskorridor X

Die Paneuropäischen Verkehrskorridore – Korridor X in gelb

Der Paneuropäische Verkehrskorridor X ist eine der zehn Routen der Paneuropäischen Verkehrskorridore. Der Korridor X verbindet Mittel- mit Südosteuropa und dem Vorderen Orient. Von Österreich führt er nach Griechenland und hat vier Teiläste. Salzburg ist der Ausgangspunkt, Thessaloniki das Ziel. Über weite Strecken führt die Route durch die Staaten des ehemaligen Jugoslawiens entlang des Autoput Bratstvo i jedinstvo. Der Korridor X wurde nach Beendigung der kriegerischen Auseinandersetzungen im ehemaligen Jugoslawien auf einer Konferenz in Helsinki 1997 den europäischen Verkehrsplanungen zugefügt. Der Korridor X umfasst sowohl Schienen- (2528 km) als auch Straßenfernverkehr (2300 km).

## Planungen und Verlauf
Der Verkehrskorridor X wurde 1997 auf der Konferenz der europäischen Verkehrsminister (ECMT/CEMT) in Helsinki festgelegt. Der multimodale Verkehrsweg verläuft von Nordwest nach Südost und verbindet Österreich, Slowenien, Kroatien, Serbien, Nordmazedonien sowie Ungarn mit Griechenland und Bulgarien. Die Hauptachse ist Salzburg – Ljubljana – Zagreb – Belgrad – Niš – Skopje – Veles – Thessaloniki mit den Nebenzweigen:
- Zweig A: Graz – Maribor – Zagreb;
- Zweig B: Budapest – Novi Sad – Belgrad,
- Zweig C: Niš – Sofia mit Anbindung an den Korridor IV Richtung Istanbul;
- Zweig D: Veles – Bitola – Florina – Kozani – Egnatia – Igoumenitsa.

Teil des Korridors sind etwa 2.528 km Bahnstrecken, 2.300 km Straßen, zwölf Flughäfen und vier See- und Binnenhäfen.

## Straße

### Slowenien
In Slowenien entspricht der Straßenkorridor der Autobahn A2 und verläuft vom Karawankentunnel (Grenze nach Österreich) bei Jesenice über Ljubljana und Novo mesto nach Obrežje an der kroatischen Grenze. Die Strecke ist seit Oktober 2011 als vierspurige Autobahn ausgebaut und als Europastraße 61 (Jesenice bis Ljubljana) und Europastraße 70 (Ljubljana bis Obrežje) ausgeschildert.

### Kroatien
In Kroatien entspricht der Straßenkorridor der Autobahn A3 und verläuft von der slowenischen Grenze bei Bregana über Zagreb und Slawonski Brod nach Lipovac an der serbischen Grenze. Nachdem 2006 das letzte Teilstück der 306 km langen A3 freigegeben wurde, ist nun die gesamte Strecke mindestens als vierspurige Autobahn ausgebaut. Sie ist außerdem als Europastraße 70 ausgeschildert.

### Serbien
Durch Serbien verläuft der Straßenkorridor X auf folgenden Trassen:
Batrovci, Šid (Grenze Kroatien) – Belgrad – Tabanovce, Preševo (Grenze zu Nordmazedonien), die Teiläste in Serbien sind:
- Ast B: Horgoš, Subotica (Grenze zu Ungarn) – Belgrad und
- Ast C: Niš – Gradina, Dimitrovgrad (Grenze zu Bulgarien).

Die Trasse des Korridors X in Serbien umfasst folgende Europäischen Fernstraßen
- E70: Teilstück Batrovci, Šid (Grenze nach Kroatien – Belgrad)
- E75: Teilstück Horgoš, Subotica (Grenze zu Ungarn) – Belgrad – Tabanovce, Preševo (Grenze zu Nordmazedonien)
- E80: Teilstück Niš – Gradina, Dimitrovgrad (Grenze zu Bulgarien)

Der Straßenkorridor X in Serbien wird vom ehemaligen Autoput Bratstvo i jedinstvo der SFR Jugoslawien eingenommen. Dieser war nur in Teilstücken fertiggestellt. Ende Juni 2023 wurde durch die Fertigstellung der Umfahrung von Belgrad auf der Belgrader Ringautobahn die letzte Lücke geschlossen, so dass die gesamte Strecke mindestens vierspurig befahrbar ist.

### Nordmazedonien
In Nordmazedonien entspricht der Straßenkorridor der M1 Avtopat und verläuft von der serbischen Grenze bei Tabanovce über Kumanovo und Veles nach Gevgelija an der griechischen Grenze. Die gesamte Strecke ist als Europastraße 75 ausgeschildert.

### Griechenland
In Griechenland entspricht der Straßenkorridor der Autobahn A1 und verläuft von der nordmazedonischen Grenze bei Evzoni nach Thessaloniki. Die gesamte Strecke ist als Europastraße 75 ausgeschildert.

## Eisenbahn

### Slowenien
Die Eisenbahntrasse verläuft vom Karawankentunnel über Jesenice, Kranj, Ljubljana bis zur slowenisch-kroatischen Staatsgrenze bei Dobova. Nur der Karawankentunnel sowie der Abschnitt zwischen Ljubljana und Zidani Most sind zweigleisig ausgeführt. Die Strecke ist von Jesenice bis Dobova mit 3 kV Gleichstrom elektrifiziert.

### Kroatien
Die Eisenbahntrasse verläuft von Dobova an der slowenischen Grenze über Zagreb nach Tovarnik an der serbischen Grenze. Das kroatische Teilstück des Eisenbahnkorridors X entspricht gänzlich dem ehemaligen Schienenweg Bratstva i Jedinstva, und die gesamte Teilstrecke ist seit 1970 auf Basis 25 kV/50 Hz elektrifiziert. Jedoch sind bis heute Teilstücke nur eingleisig ausgelegt und daher auch noch nicht als Schnellfahrstrecken ausgebaut. Die zurzeit maximale Fahrgeschwindigkeit beträgt 160 km/h, wobei Teilstrecken bis 200 km/h ausgebaut worden sind.

### Serbien
Der Schienenkorridor X ist durch Serbien völlig abgedeckt, entspricht aber nicht europäischen Standards. Eine Elektrifizierung der Relation Niš – Dimitrovgrad und ein seit 2013 geplanter, zweigleisiger Ausbau der kompletten Strecke machen den Korridor kostenintensiv.

### Nordmazedonien
Nordmazedonien bekommt für den Ausbau der Transitroute EU-Fördergelder, um sie zumindest mit 120 km/h befahrbar zu machen.

## Schifffahrt
Begleitend zum Straße-Schiene-Korridor soll auch die Save als Schifffahrtsweg ausgebaut werden. So soll bei Sisak in Kroatien, ab wo die Save schiffbar ist, ein neuer Hafen entstehen (Sisak New Port).